# Kang We-seok
Kang We-seok (n. 25 august 1986) este un activist pentru drepturile omului, activist civic și pentru pace și militant pentru libertatea religioasă din Coreea de Sud..
Activist pentru pace, el a protestat în 2008 expunându-se gol în timpul paradei militare la celebrarea Zilei Forțelor Armate ale Coreeei de Sud și din 2011 este obiector de conștiință la serviciul militar.